# 亚历山大的加大肋纳
亚历山大的圣加大肋纳，又称车轮圣加大肋纳、圣凯瑟琳 及大殉道者圣加大肋纳（希腊文：ἡ Ἁγία Αἰκατερίνη ἡ Μεγαλομάρτυς，天主教中文除“加大肋纳”外，也有简称“佳琳”者，聖公會譯“凱瑟琳”）是一位基督教（廣義基督教）的圣人和殉道者，据称是4世纪早期的著名学者。1100年之后，圣女贞德称加大肋纳在其面前显灵许多次。東正教会将其敬礼为「大殉道」，天主教会传统上将其视为十四救難聖人之一。
她是高士底（Costus）的女儿，后者是亚历山大的统治者，也是一位异教徒。她向父母宣称她所嫁的丈夫应当比她更好看、更有天赋、更有财富、社会地位更高。这被视为她皈依耶穌基督的前兆。她说，“他的美貌比太阳的光芒更加灿烂，他的智慧统御世间万物，他的财富遍及整个世界。”

## 生平和传说
亚历山大的加大肋纳大約生於公元287年的，死於305年的。傳說中她時常勸阻羅馬帝國皇帝迫害天主教基督徒，最後自己也被斬首。11月25日為她的紀念節日。
加大肋纳出身异教徒，但十来岁出头便皈依了基督。据说她访问了她的同辈人，罗马皇帝马克森提乌斯（Maxentius），并试图劝说他相信迫害基督徒是个道德错误。她成功地令皇后皈依了基督教，皇帝派来与她论辩的许多异教徒哲学家也在她的劝说下皈依了基督教。这些人随后很快便殉道了。皇帝不能辩赢加大肋纳，便把她关进监狱；当访问她的人纷纷皈依时，她被判死刑，以死亡輪（英語：breaking wheel）这一酷刑工具行刑。根据传说，当她触碰到轮子时，轮子自己就坏了，所以她最后被斩首。

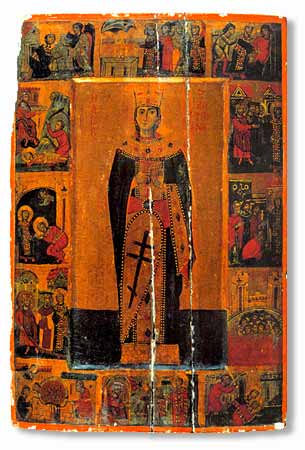
亚历山大的加大肋纳的圣像，旁边画着她殉道的过程

根据基督教传统，天使将其遗体运到了西奈山（天主教中文称西乃山），在公元6世纪，东罗马皇帝查士丁尼一世于西奈山建立了圣加大肋纳隐修院，教堂于548年至565年间于埃及西奈半岛的圣凯瑟琳建成。圣加大肋纳隐修院保存着许多著名的早期基督教艺术、建筑作品和泥金写本（illuminated manuscript），如今它们仍对前来参观的学者开放。
她的主要标志是尖刺轮，这已被称为加大肋纳轮。她的宗教紀念节日是11月25日，大多数的基督教教派都会举行庆祝活动。但俄罗斯正教会在11月24日庆祝，因为叶卡捷琳娜二世不想令她的主保瞻礼日与圣母奉献日的节后（afterfeast）撞期。因为加大肋纳是叶卡捷琳娜二世的主保，俄罗斯最早的天主堂之一聖加大肋納聖殿便是以亚历山大的加大肋纳之名命名。

## 中世纪崇敬

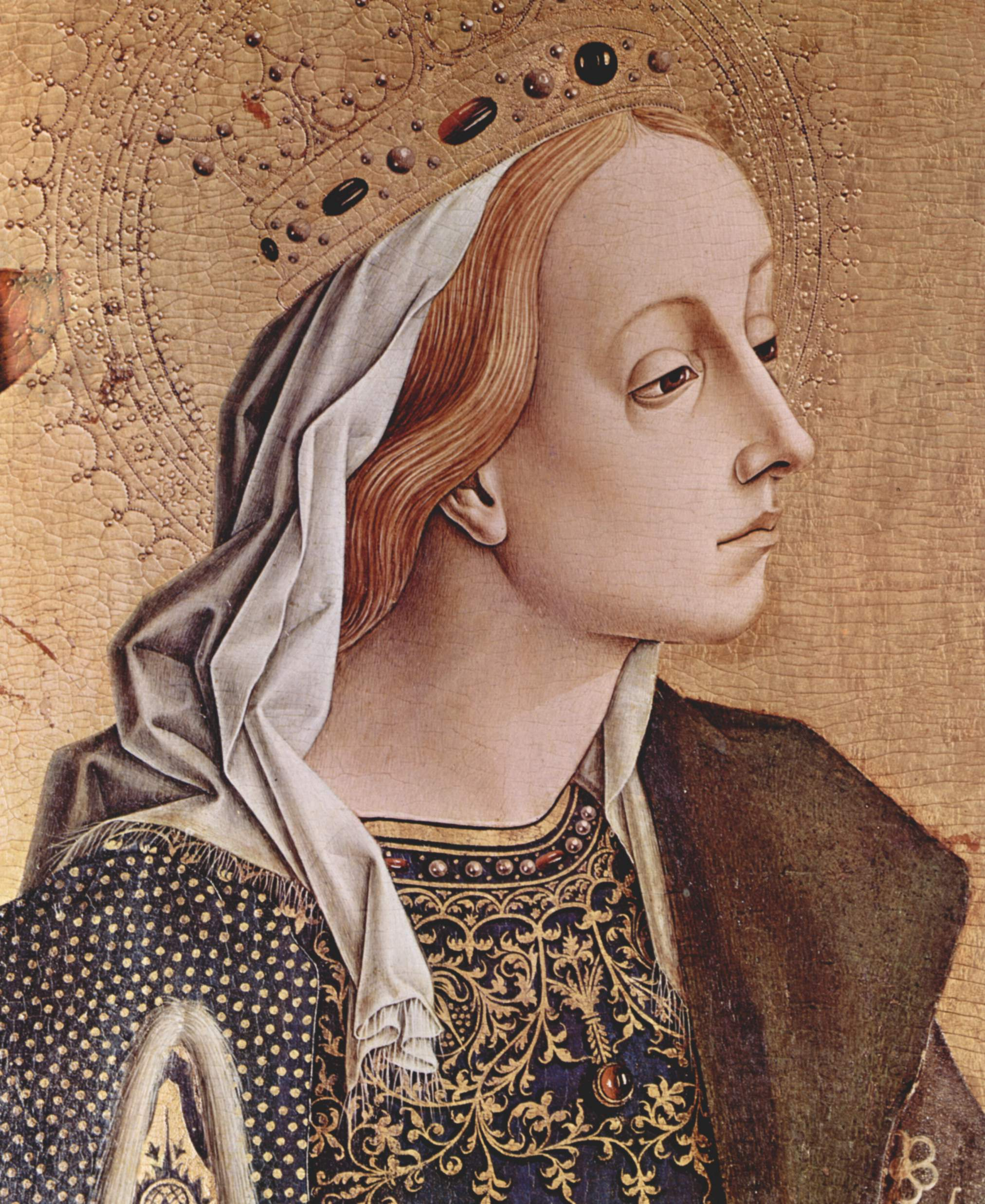
《亚历山大的加大肋纳》，卡洛·克里韦利作

圣加大肋纳是中世纪晚期宗教文化中最有影响力的圣人之一，并被视为最重要的童贞-殉道。她作为代祷者（Intercession）的力量为人所熟知，并牢牢地植根于她的大多数版本的传说中，在这些传说中她在临死之时特别恳求上帝回应那些呼唤她名字的人。中世纪有关她的崇敬（英文cult）被800年在西奈山发现她的遗体的报告所激发，报告称她的头发仍然不断生长，没药源源不断地从她的体内流出。许多朝圣者编年记述了去西奈山的行程，其中最著名的是约翰·曼德维尔（John Mandeville）和修士菲里克斯·法夫里（Felix Fabri）然而，圣加大肋纳隐修院仍然是加大肋纳的最著名的朝圣地，也是最难到达的朝圣地。最知名的西方朝圣地是法国鲁昂的一个隐修院，据说珍藏着加大肋纳的手指。这不是西方她唯一的朝圣地，在法国和英国还有许多她的朝圣地和祭台。有一些十分有名，比如坎特伯雷座堂和威斯敏斯特主教座堂，据称其拥有装在小药瓶内的忏悔者爱德华自西奈山带回来的她的没药。
其他朝圣地主要被本地朝圣者朝圣，其中许多都只是在不同文献中被简短提到，而没有实物证据。
她的女性追随者很多，她们的敬礼不太可能通过朝圣表达出来。作为敬礼和女性怡行楷模的关注点，童贞殉道者的重要性在中世纪晚期获得了极大提高。在这其中，她特别被当作妇女的榜样（英文exemplar）， 这一地位有时甚至超过了她作为代祷者的地位。克里斯蒂娜·德皮萨（Christine de Pizan）和若弗鲁瓦·德拉图尔·朗德里（Geoffrey de la Tour Landry） 表明加大肋纳是年轻女性的典范，强调了她是处女和“妻子般忠贞”（wifely chastity）的模范。14世纪早期起，圣加大肋纳的神秘婚姻（Mystic marriage of Saint Catherine）首次出现在圣人传文学中，此后又出现在艺术作品中。

## 历史和敬礼

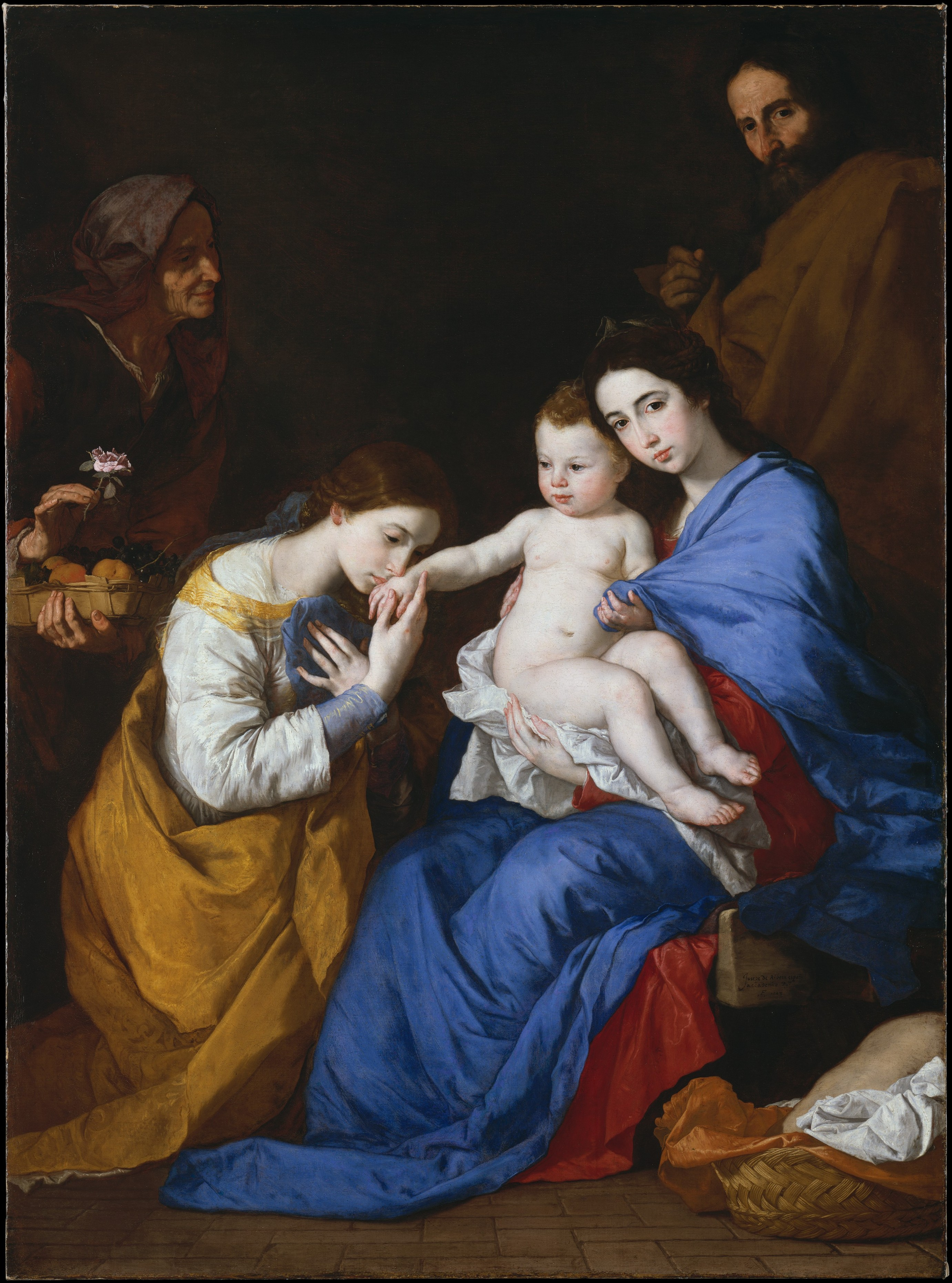
《亚历山大的圣加大肋纳的神秘婚姻》，朱塞佩·里贝尔（Giuseppe Ribera）作，1648年。 加大肋纳亲吻婴儿耶稣，后者由马利亚怀抱着。背景是圣亚纳和圣若瑟

历史学家哈罗德·T. 戴维斯（Harold T. Davis）称，加大肋纳的故事只能追溯至10世纪，并且“勤勉的研究也没能将加大肋纳与任何历史名人联系起来”（assiduous research has failed to identify Catherine with any historical personage）。戴维斯认为，加大肋纳可能是被人从殉道的异教徒哲学家希帕提婭的故事中吸取灵感而创造出来。像希帕蒂亚一样，她在哲学和神学兩方面也一樣学识渊博，而且美若天仙，谨守贞节，而且也因为公开表达其信仰而被残暴地处决。加大肋纳的故事在时间上被说成早于希帕蒂亚去世约100年，但没有同时代的资料来源说明其生平。
由于有关她殉道的描述美妙动人，而又缺乏可靠的文献记录，罗马天主教会1969年将她的瞻礼日从罗马普通历法中移走。2002年，她的瞻礼日被放进罗马普通历法（General Roman Calendar）作为可选的纪念日。

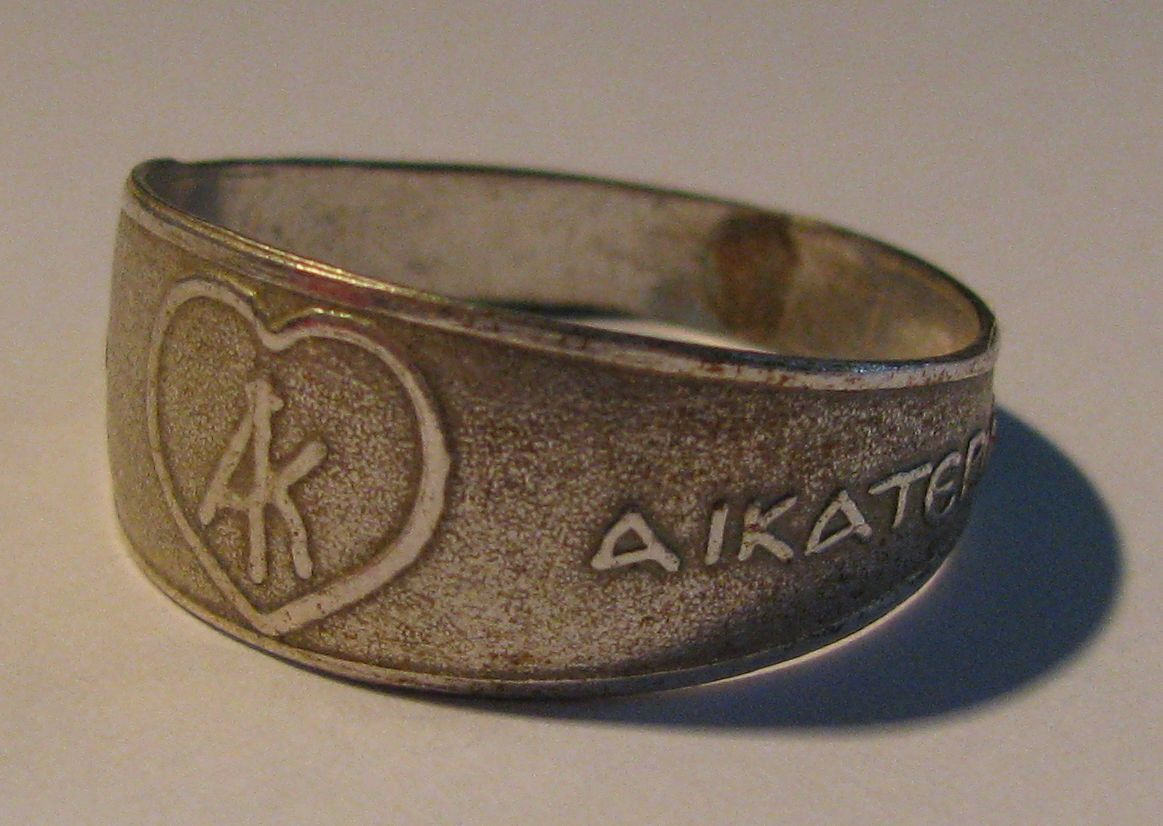
圣加大肋纳戒指，赠予访问西奈山的朝圣者

对圣加大肋纳的敬礼在正教会基督徒中仍然很重。现代由于交通方便，去西奈山的圣加大肋纳隐修院朝圣的人增加了不少。在分娩时，呼唤圣加大肋纳可减轻痛苦，有助顺产。访问西奈山圣加大肋纳隐修院的朝圣者会获赠圣加大肋纳戒指，这戒指被放在这位圣人的圣髑上作祝福（evlogia），以纪念他们的访问。

## 媒体
- 《黑道家族》第38集〈Amour Fou〉开场，暴徒妻子Carmela Soprano及其女儿Meadow Soprano在一个艺术博物馆内，讨论到Guiseppe de Ribera的油画。
- 一个名叫“亚历山大的加大肋纳”的影片项目于2010年1月在松林工作室（Pinewood Studios）开始。[15]主演為Peter O'Toole。该项目由Spiked Wheel Films Ltd承接，这是一个Nicoleta Madjarov和Ilyas Kaduji拥有的公司。Nicoleta Madjarov被分配饰演加大肋纳。该电影由Michael Redwood（又称Michael Kenwright）共同导演。[16]2010年投拍后中断拍摄，一些演职员未获报酬，此片能否问世大有疑问。[17]

## 纪念与命名
- 凯瑟琳轮（Catherine wheel（英语：Catherine wheel (firework)））
- 卡塔赫纳，哥伦比亚城市，圣加大肋纳为主保
- 凱瑟琳娜 (环形山)（Catharina），—月球环形山
- 圣加大肋纳天主教会（Catholic Church of St. Catherine）
- 《亚历山大的圣加大肋纳》（Saint Catherine of Alexandria（英语：Saint Catherine of Alexandria (Raphael)）），拉斐尔畫作
- 《圣加大肋纳》（Saint Catherine），卡拉瓦乔畫作
- 位於西乃山的聖凱瑟琳修道院
- 圣卡塔利娜岛
- 圣卡塔琳娜州（Santa Catarina）巴西南部的三个州之一
- 圣凯瑟琳日（St. Catherine's Day）
- 劍橋大學聖凱瑟琳學院
- 牛津大學聖凱瑟琳學院（St Catherine's College, Oxford）
- 聖傑靈女子中學 (St. Catharine's School for Girls (Kwun Tong))